# Paula Hahn-Weinheimer
Paula Hahn-Weinheimer (* 8. März 1917 in Nürnberg; † 2. Dezember 2002 in München) war eine deutsche Geochemikerin. Sie war ab 1978 Professor für Mineralogie und Geochemie.

## Leben
Paula Hahn-Weinheimer studierte in Nürnberg Chemieingenieurwesen und arbeitete anschließend in verschiedenen Firmen als Chemikerin. Ihr Studium schloss sie 1943 an der Goethe-Universität Frankfurt mit der Promotion zum Dr. phil. nat. in Organischer Chemie ab. Danach arbeitete sie am Organisch-Chemischen Institut der Universität Gießen und am Institut für Organische Chemie der Goethe-Universität Frankfurt. Während des Zweiten Weltkriegs war sie als Chemietechnikerin tätig. Ab 1948 war sie am mineralogischen Institut der Goethe-Universität Frankfurt als wissenschaftliche Assistentin tätig und habilitierte sich 1958 auf dem Gebiet der Geochemie.
Im Jahr 1964 wechselte Paula Hahn-Weinheimer an die Technische Universität München (damals THM), wo sie die Forschungsstelle für Geochemie am Institut für Mineralogie leitete, zunächst als Wissenschaftliche Rätin und ab 1970 als erste naturwissenschaftliche Extraordinaria (C3) der TU München. Im Fachbereich Betriebswirtschaftslehre war Liesel Beckmann 1946 die erste Extraordinaria der TU München gewesen.
Ihre Forschungsgebiete reichten von Untersuchungen an magmatischen und metamorphen Gesteinen zur Klärung deren Genese und Alter bis hin zur Herkunftsbestimmung von Graphit und Erdölen. Lehre und Forschung waren ihr ein großes Anliegen und so gelang es ihr, durch Einwerbung vieler Drittmittel von Bund und Industrie sowie durch Kooperationen mit der Radiochemie in Garching hierzu eine beachtliche Elementspuren- und Isotopenanalytik aufzubauen.
Paula Hahn-Weinheimer hat über 50 Fachveröffentlichungen verfasst. Sie hat sich insbesondere bei der Weiterentwicklung und der geochemischen Anwendung der Röntgenfluoreszenzanalyse bleibende Verdienste erworben. Aufgrund ihrer wissenschaftlichen Expertise wurde sie zu Forschungsaufenthalten im Ausland eingeladen, u. a. an den Universitäten Oxford und Kapstadt sowie am Goddard Space Flight Center der NASA. Die exzellente apparative Ausstattung ihrer Abteilung ermöglichte außer der Röntgenfluoreszenzanalyse eine Vielzahl weiterer Forschungsmethoden zur Bestimmung von Haupt-, Neben- und Spurenelementen, u. a. Atomabsorption, Massenspektrometrie, optische Emissionsanalyse, Röntgendiffraktometrie, Neutronenaktivierungsanalyse und Isotopenhäufigkeitsbestimmung. Eine Reihe von Doktoranden promovierte unter ihr. Einer ihrer letzten Schüler (damals Habilitand) und ihr kommissarischer Nachfolger an der TU München war Alfred V. Hirner, der spätere Initiator der Analytischen Chemie an der Universität Essen (1991).
Sie wurde mehrmals bei Studien und Ausstellungen zur Geschichte des Frauenstudiums und der Rolle von Frauen an technischen Universitäten und speziell der Technischen Universität München porträtiert.
2017 wurde im Norden von München der Paula-Hahn-Weinheimer-Weg nach ihr benannt.